# Ōza 2003
L'Ōza 2003 è stata la cinquantunesima edizione del torneo goistico giapponese Ōza.

## Svolgimento

### Fase preliminare
La fase preliminare serve a determinare chi accede al torneo per la selezione dello sfidante. Consiste in una serie di tornei preliminari iniziali, i cui vincitori si qualificano al torneo per la determinazione dello sfidante.
- W indica vittoria col bianco
- B indica vittoria col nero
- X indica la sconfitta
- +R indica che la partita si è conclusa per abbandono
- +N indica lo scarto dei punti a fine partita
- +F indica la vittoria per forfeit
- +T indica la vittoria per timeout
- +? indica una vittoria con scarto sconosciuto
- V indica una vittoria in cui non si conosce scarto e colore del giocatore

|  | Primo turno       | Primo turno       | Primo turno |  |  | Secondo turno     | Secondo turno     | Secondo turno |     |                   | Semifinali        | Semifinali | Semifinali |  |  | Finale | Finale | Finale |
|  |                   |                   |             |  |  |                   |                   |               |     |                   |                   |            |            |  |  |        |        |        |
|  | Tomoyasu Mimura   |                   |             |  |  |                   |                   |               |     |                   |                   |            |            |  |  |        |        |        |
|  | Hiroshi Yamashiro | Hiroshi Yamashiro | W+0,5       |  |  | Hiroshi Yamashiro | Hiroshi Yamashiro | B+2,5         |     |                   |                   |            |            |  |  |        |        |        |
|  | Cho Chikun        | Cho Chikun        | B+3,5       |  |  | Cho Chikun        | Cho Chikun        |               |     |                   |                   |            |            |  |  |        |        |        |
|  | Norio Kudo        | Norio Kudo        |             |  |  |                   |                   |               |     | Hiroshi Yamashiro | Hiroshi Yamashiro |            |            |  |  |        |        |        |
|  | Cho U             | Cho U             | B+1,5       |  |  |                   | Cho U             | Cho U         | B+R |                   |                   |            |            |  |  |        |        |        |
|  | Naoki Hane        | Naoki Hane        |             |  |  | Cho U             | Cho U             | B+R           |     |                   |                   |            |            |  |  |        |        |        |
|  | Hideo Izumitani   | Hideo Izumitani   |             |  |  | Norimoto Yoda     | Norimoto Yoda     |               |     |                   |                   |            |            |  |  |        |        |        |
|  | Norimoto Yoda     | Norimoto Yoda     | B+4,5       |  |  |                   |                   |               |     |                   | Cho U             | Cho U      | W+3,5      |  |  |        |        |        |
|  | Masao Kato        | Masao Kato        | W+R         |  |  |                   | Masao Kato        | Masao Kato    |     |                   |                   |            |            |  |  |        |        |        |
|  | Ō Rissei          | Ō Rissei          |             |  |  | Masao Kato        | Masao Kato        | W+2,5         |     |                   |                   |            |            |  |  |        |        |        |
|  | Atsushi Kato      | Atsushi Kato      |             |  |  | Rin Kaiho         | Rin Kaiho         |               |     |                   |                   |            |            |  |  |        |        |        |
|  | Rin Kaiho         | Rin Kaiho         | B+R         |  |  |                   |                   |               |     | Masao Kato        | Masao Kato        | B+R        |            |  |  |        |        |        |
|  | Satoshi Yuki      | Satoshi Yuki      | W+R         |  |  |                   | Shinji Takao      | Shinji Takao  |     |                   |                   |            |            |  |  |        |        |        |
|  | Masaki Ogata      | Masaki Ogata      |             |  |  | Satoshi Yuki      | Satoshi Yuki      |               |     |                   |                   |            |            |  |  |        |        |        |
|  | Kimio Yamada      | Kimio Yamada      |             |  |  | Shinji Takao      | Shinji Takao      | W+R           |     |                   |                   |            |            |  |  |        |        |        |
|  | Shinji Takao      | Shinji Takao      | W+0,5       |  |  |                   |                   |               |     |                   |                   |            |            |  |  |        |        |        |

### Finale
La finale è una sfida al meglio delle cinque partite.